# Phrenology
A 2002-es Phrenology a The Roots ötödik nagylemeze. Bár nem ért el akkora sikereket, mint elődje, a Billboard 200-on a 28. helyig jutott, 38 hetet töltött a listán. 2003. június 3-án kapta meg az arany minősítést. A kritikusok is dicsérték, elsősorban a zenei irányzat és a szövegek témája miatt. Több év végi összesítésben szerepelt, bekerült az 1001 lemez, amit hallanod kell, mielőtt meghalsz című könyvbe is.

## Az album dalai
|     | Cím                                         | Hossz |
| --- | ------------------------------------------- | ----- |
| 1.  | Phrentrow                                   | 0:18  |
| 2.  | Rock You                                    | 3:12  |
| 3.  | !!!!!!!                                     | 0:24  |
| 4.  | Sacrifice                                   | 4:44  |
| 5.  | Rolling with Heat                           | 3:42  |
| 6.  | WAOK (Ay) Rollcall                          | 1:00  |
| 7.  | Thought @ Work                              | 4:58  |
| 8.  | The Seed (2.0)                              | 4:27  |
| 9.  | Break You Off                               | 7:27  |
| 10. | Water                                       | 10:24 |
| 11. | Quills                                      | 4:22  |
| 12. | Pussy Galore                                | 4:29  |
| 13. | Complexity                                  | 4:47  |
| 14. | Something in the Way of Things (In Town)    | 7:16  |
| 15. | névtelen (nincs felsorolva)                 | 0:20  |
| 16. | névtelen (nincs felsorolva)                 | 0:20  |
| 17. | Rhymes and Ammo/Thirsty! (nincs felsorolva) | 8:00  |
| 18. | névtelen (nincs felsorolva)                 | 0:07  |

## Közreműködők

### Zenészek
| - Black Thought – ének - Sarah Chun – cselló - Omar Edwards – ARP - Nelly Furtado – háttérvokál - Michelle Golder – cselló - Kamiah "Little Klang" Gray – billentyűk, klangspiel, producer - Jef Lee Johnson – gitár - Alicia Keys - Talib Kweli – ének - Malik B. | - Tracey Moore – háttérzene - Mos Def - James Poyser – Moog szintetizátor, vonósok - Questlove – asszisztens, dob, keverés, producer, sequencing - Rahzel – dob - Ursula Rucker – előadó - Jill Scott – ének - James Blood Ulmer – gitár - Nuah Vi – cselló - Hope Wilson – sikítások |

### Produkció
| - Jon Adler – asszisztens - Pablo Arraya – asszisztens - Jim Bottari – asszisztens - Adam Brooks – asszisztens - Cody ChesnuTT – producer - Jeff Chestek – hangmérnök, keverés - Tom Coyne – asszisztens, mastering, keverés - Kareem Da Bawl – producer - Andre Dandridge – asszisztens - DJ Scratch – producer - Robert "LB" Dorsey – asszisztens, hangmérnök - Caliph Gamble – asszisztens - Chris Gehringer – mastering - Gordon Glass – asszisztens - Jason Goldstein – keverés - Kenny J. Gravillis – design - Tom "Evil Prints" Huck – illusztrációk - Ben Kenney – keverés | - Steve Mandel – asszisztens, hangmérnök - Carlos "Storm" Martinez – hangmérnök - James McKrone – asszisztens - Shinobu Mitsuoka – asszisztens - Kurt Nepogoda – asszisztens - Richard Nichols – executive producer, keverés - Omar the Scholar – producer - Bob Power – keverés - Kareem Riggins – producer - Kelo Saunders – producer - Jesse Shatkin – asszisztens - Jon Smeltz – hangmérnök - Scott Storch – producer - Tahir – producer - Shawn Taylor – asszisztens - Steef Van De Gevel – asszisztens - Vince Vilorenzo – asszisztens - Scott Whiting – asszisztens |

## Fordítás
Ez a szócikk részben vagy egészben a Phrenology (album) című angol Wikipédia-szócikk ezen változatának fordításán alapul.  Az eredeti cikk szerkesztőit annak laptörténete sorolja fel. Ez a jelzés csupán a megfogalmazás eredetét és a szerzői jogokat jelzi, nem szolgál a cikkben szereplő információk forrásmegjelöléseként.